# Havana
Havana (em castelhano: La Habana; pronunciado: [la aˈβana] (escutarⓘ)) é a capital e a maior cidade de Cuba e encontra-se na província de Cidade de Havana. Tem cerca de 2,4 milhões de habitantes. Cidade de uma rica tradição histórica e cultural, caracteriza-se por ser eclética e monumental ao mesmo tempo.

## História
Sendo a área onde hoje se situa ficou conhecida por colonizadores espanhóis em 1514, com o nome de Villa de San Cristóbal de la Habana, a sua localização actual, junto ao porto de Carenas, só aconteceu em 1520, ano oficial da fundação.
Chamada A Cidade das Colunas pelo escritor Alejo Carpentier, tem uma área metropolitana de mais de 750 km² e está constituída por numeroso bairros entre os quais se destacam El Vedado, El Cerro, La Víbora, Miramar, Marianao, Santos Suárez, entre outros.
No século XVII, tornou-se uma das mais importantes cidades das Caraíbas e centro de construção naval. O seu centro histórico contém interessante mistura de monumentos barrocos e neoclássicos, bem como um conjunto homogéneo de casas particulares com arcadas, varandas, portões e pátios.

## Cultura
Havana é local de importantes eventos culturais de caráter internacional tais como o Festival de Ballet de Havana, o Festival do Novo Cinema Latino-Americano, O Festival de Jazz Plaza e O Festival Internacional de Guitarra Leo Brouwer.
Cidade que tem inspirado durante séculos poetas, literatos e músicos e que cativa quem a conhece, Havana é cidade natal do poeta e escritor modernista José Martí, que dá nome ao seu aeroporto, Aeroporto Internacional José Martí.
Também é conhecida como a chave do Novo Mundo por sua localização estratégica. Sediou os Jogos Pan-americanos em 1991.
A Cidade antiga de Havana e suas fortificações foram incluídos pela UNESCO na Lista do Património Mundial em 1982.
Na Plaza San Francisco de Asís em janeiro / fevereiro de 2015, ocorreu a maior exposição de arte ao ar livre de Cuba: a exposição internacional dos United Buddy Bears com público estimado em 2 milhões de pessoas.

## Arquitectura

### Colonial e Barroco

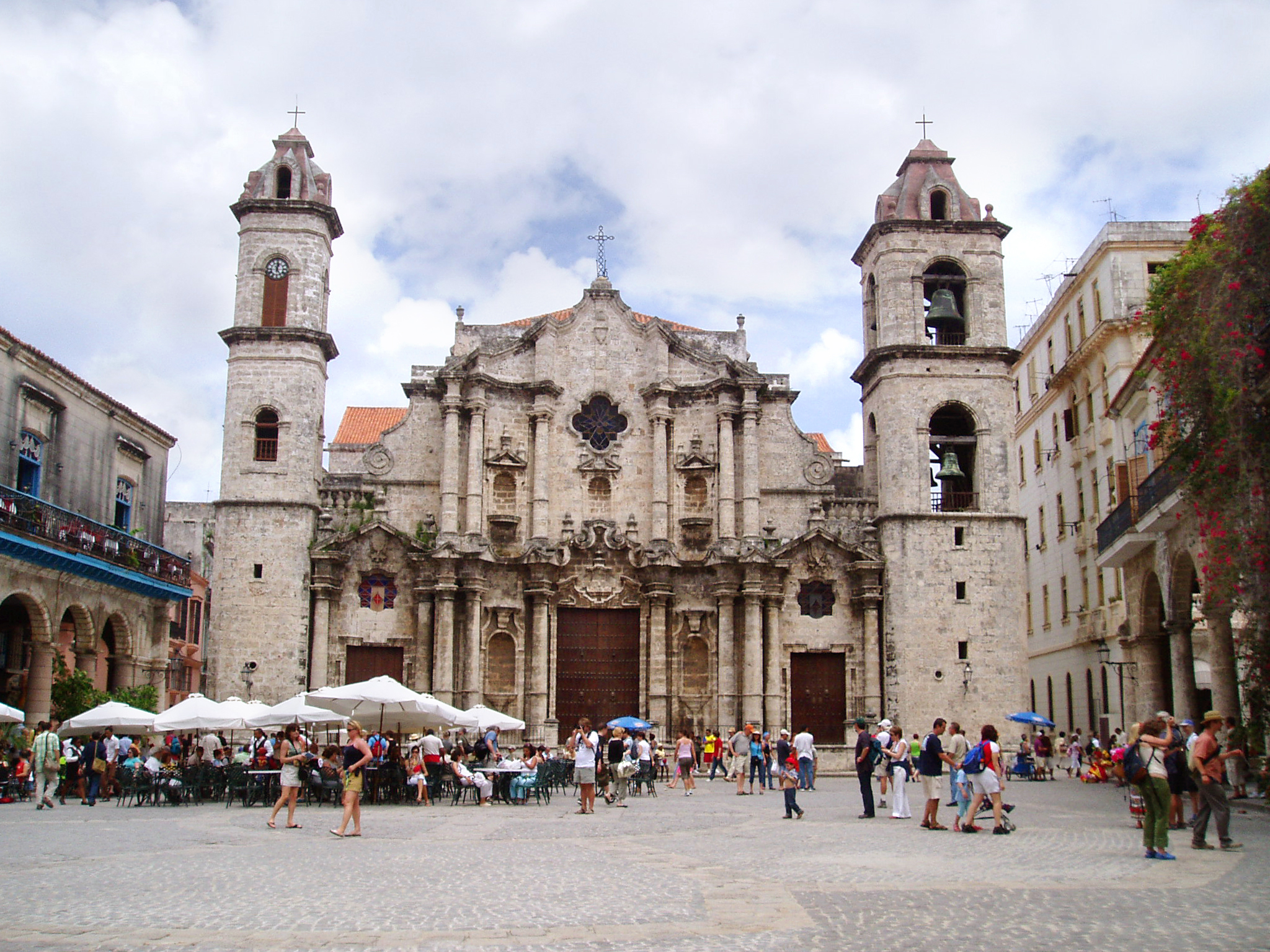
Catedral de Havana

Durante a época em que Cuba foi colônia foram trazidas para a ilha grandes riquezas sendo feito, por meio da cidade de Havana, grande parte do importante transbordo entre o Novo Mundo e a Europa. Como resultado, Havana era a cidade mais fortificada das Américas. A maioria dos exemplos da arquitetura inicial podem ser vistos nas fortificações militares como a Fortaleza de San Carlos de la Cabaña (1558 - 1577), desenhada por Juan Antonelli e o Castelo del Morro (1589 - 1630).
O castelo fica à entrada da Baía de Havana e proporciona uma visão da supremacia e riqueza desse momento. A chamada Havana Velha também era protegida por uma muralha defensiva cuja construção se iniciou em 1674, mas já a cidade tinha crescido para lá desses limites quando se completou em 1767, enquanto se iniciava o novo bairro de "Centro Habana".
Pode ver-se a influência dos diferentes estilos e culturas na arquitectura colonial havanesa, que abarcam o mourisco, espanhol, italiano, grego e romano. O Convento de Santa Clara (1638) é um bom exemplo do Barroco espanhol  que influenciou a arquitectura. As grandes janelas do vestíbulo parecem um navio invertido e mostram a habilidade dos artesãos da época.
A catedral de Havana (1748 -1777), que domina a "Plaza de la Catedral" (1749) é o melhor do Barroco cubano. Rodeando-a estão os palácios dos Condes de Casa-Bayona (1720 -1746), Marqueses de Arcos (1746) e  Marqueses de Águas Claras (1751 -1775).

### Neoclássico
Havana tem uma dívida de arquitectura pelas arcadas rítmicas que foram construídas em sua maioria pelos imigrantes espanhóis. Muitos pátios interiores permanecem similares aos planos de Sevilha, Cádis e Granada. O Neoclassicismo afectou todos os novos edifícios havaneses e pode ver-se um pouco por toda a cidade. Introduziram-se muitos benefícios urbanos nessa altura, como o gás canalizado, a iluminação pública em 1848 e o caminho de ferro em 1837. Na segunda metade do século XVIII, o açúcar e a produção de café aumentaram rapidamente e tornaram-se essenciais no desenvolvimento do estilo arquitectónico mais proeminente de Havana. Muitos havaneses endinheirados encontraram inspiração no estilo francês; tal pode ver-se nos interiores de casas da classe alta como o Palácio de Aldama, construído em 1844. Este é considerado o edifício residencial neoclássico mais importante em Cuba e representa o plano de muitas casas deste período com os portais neoclássicos.
Em 1925 Jean-Claude Nicolas Forestier, chefe da planificação urbana em Paris, foi para Havana durante cinco anos e colaborou com arquitectos e arquitectos paisagistas. No plano do "dono da cidade" o objetivo era criar um equilíbrio harmónico entre o formulário clássico e a paisagem tropical. Forestier acolheu a ideia de que o caminho da cidade liga uma rede enquanto se vão acentuando os marcos proeminentes. A sua influência deixou uma marca enorme em Havana embora muitas das suas ideias não tivessem visto a luz do dia devido à Grande Depressão. Durante as primeiras décadas do século XX Havana estendeu-se mais rapidamente do que em qualquer outro momento durante a sua história. As grandes riquezas incitaram estilos arquitectónicos  influenciados pelo estrangeiro. O auge do Neoclassicismo veio com a construção do distrito de El Vedado (iniciado em 1859).

### Art Nouveau, Art Deco e Ecléctico
No início do século XX, Havana, juntamente com Buenos Aires, era uma das maiores e mais importantes cidades da América Latina, no que se refere à arquitectura. Este período de auge, conhecido como de "vacas gordas", conta com exemplos de edifícios de influência internacional de Art Nouveau, Deco e Ecléctico. Os subúrbios desenvolveram-se no que hoje conhecemos como Miramar, Marianao, Vedado e Playa. O Miramar luxuriante e endinheirado era copiado do modelo do subúrbio americano e regressou depois de 1959 aos bairros de diplomatas, cientistas, embaixadores e turistas.
O Terminal Central de Caminho de ferro (1912), a Universidade de Havana (1906 -1940) e o Capitólio (1926 - 1929) são exemplos de Arte Nova. A cúpula do Capitólio está a 62 metros de altura e era o ponto mais alto na cidade e um exemplo da influência e riqueza que provinham dos Estados Unidos nessa época.
O edifício López Serrano foi construído em 1932 por Ricardo Mira. Foi o primeiro edifício alto em Cuba, e inspirou-se no Centro Rockefeller em Nova Iorque. A sua influência pode ver-se em muitos edifícios de Miami e Los Angeles.
O Edifício Bacardi (1930) é um dos maiores edifícios havaneses e é o melhor exemplo de Art Deco. Fica localizado numa pequena rua que passa perto da entrada da Baía de Havana, onde está o Hotel Nacional, construído em 1929-30 através de um acordo entre os governos cubano e norte-americano.
Apesar de tão grande presença, logo após a revolução cubana foram feitas importantes obras que marcaram um estilo diferente. O Palácio das Convenções é uma mostra da mistura da arquitectura colonial e da influência da União Soviética. Como a cidade é destino turístico, a partir de 1995 foram construídos hotéis como o Melia Cohiba, o Panorama, o Melia Habana e futuramente o Rampa, caracterizados por linhas rectas e vidros, metal e betão.

### O Modernismo

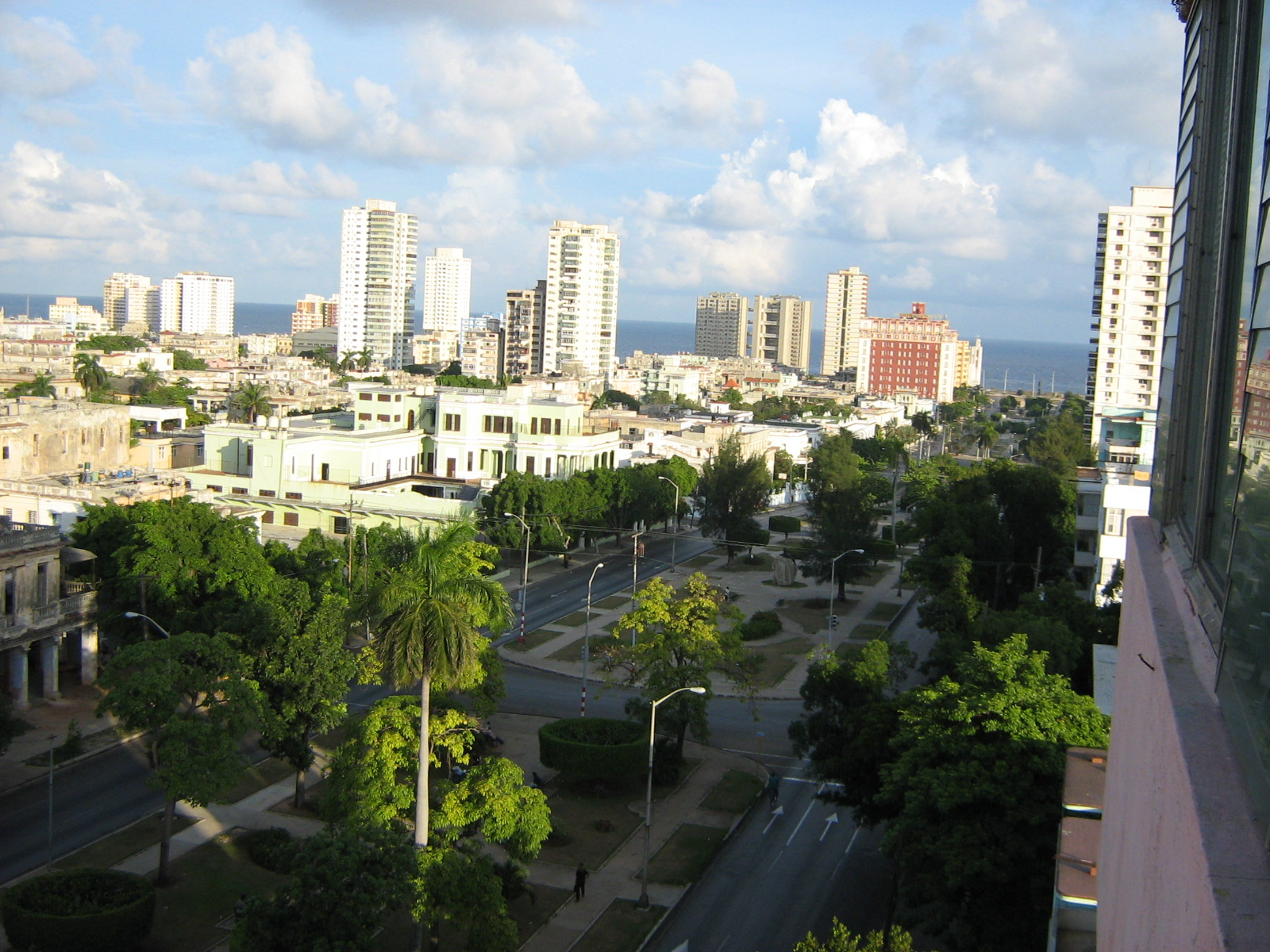
Avenida dos presidentes (Calle G) em El Vedado

Havana, como Las Vegas na década de 1940, desenvolveu-se ao ser comercializada como um destino para jogar e desfrutar de festas em praias de muito sol. Tornou-se então um paraíso para delinquentes e gangsters.
Muitos edifícios de escritórios e complexos de apartamentos, juntamente com alguns hotéis aprovados por Fulgencio Batista, foram dramaticamente alterando a linha da cidade. Assim, o modernismo transformou muita da cidade e deve notar-se nos edifícios individuais de alta qualidade e não nos edifícios maiores. Como exemplo deste último caso indica-se o "Habana Libre" (1958), que antes da revolução era o "Habana Hilton Hotel".

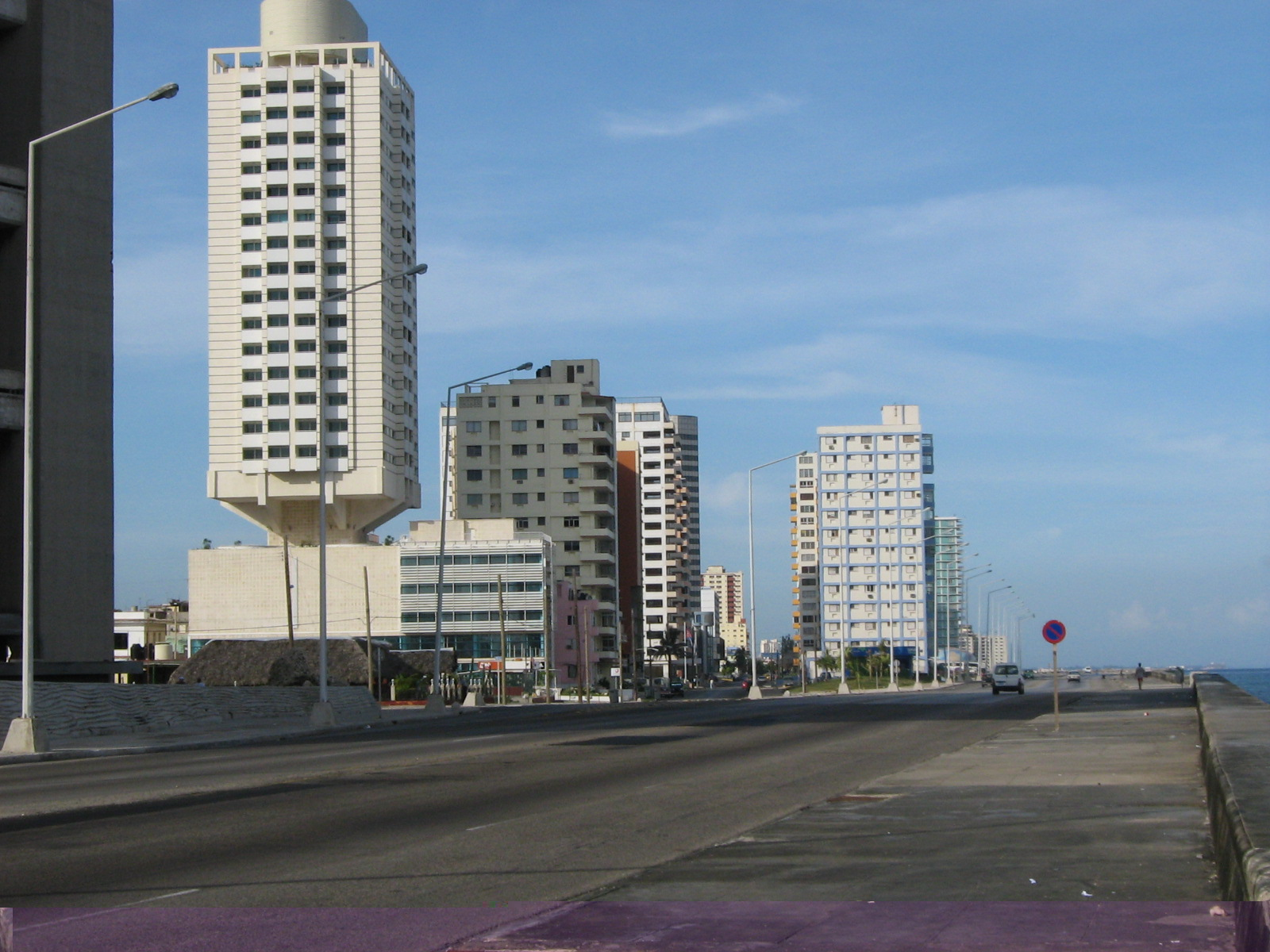
Edifícios modernos no Malecón

Vários arquitectos famosos, como Walter Gropius, Richard Neutra e Oscar Niemeyer, atravessaram a história arquitectónica da cidade, enquanto se podem também ver fortes influências de Le Corbusier.
O Edificio Focsa (1956), também situado em El Vedado, representa o domínio económico estrangeiro de Havana à época. Este complexo de 39 pisos foi concebido e baseado nas ideias de Le Corbusier de uma cidade autónoma dentro de uma cidade. Contava com 400 apartamentos, garagens, uma escola, um supermercado e restaurantes no topo. Era a estrutura de betão armado mais alta no mundo quando foi construída (não usando nenhuma moldura de aço).
O Hotel Riviera (1957), desenhado por Irving Feldman, sobressaindo no Malecón era outro protótipo de edifício angular e futurista na área de Vedado, impressionante para a sua era. Quando abriu, o Riviera era o casino-hotel de maior dimensão não apenas em Cuba mas em todo o mundo fora de Las Vegas. O Hotel Habana Hilton (hoje Habana Libre), em 1958, superava em tamanho todos os hotéis anteriores em apenas um ano.

## Clima
O clima da cidade é tropical (assim como todo o país). A temperatura mínima registada na província de Ciudad de La Habana foi de 2,0 °C em Santiago de las Vegas, no município de Boyeros. Além disso, há uma grande influência da proximidade ao mar sobre o clima, porque a corrente do Golfo passa ao longo de Cuba, fazendo as água quentes do Caribe se movimentarem. A precipitação é abundante em setembro e outubro. Os furacões que atingiram Cuba geralmente não causam grandes prejuízos à cidade, causando um pequeno dano à população na maioria dos casos.
O clima faz com que a cidade seja muito visitada no verão, e há muitos visitantes de outras províncias e países durante o Natal.
Há muitas tradições dependendo da estação, por exemplo, é de boa sorte nadar na primeira chuva de Maio, e as mulheres grávidas não podem sair de casa se houver um eclipse.
| Médias meteorológicas para Havana      | Médias meteorológicas para Havana | Médias meteorológicas para Havana | Médias meteorológicas para Havana | Médias meteorológicas para Havana | Médias meteorológicas para Havana | Médias meteorológicas para Havana | Médias meteorológicas para Havana | Médias meteorológicas para Havana | Médias meteorológicas para Havana | Médias meteorológicas para Havana | Médias meteorológicas para Havana | Médias meteorológicas para Havana | Médias meteorológicas para Havana |
| Mês                                    | Jan                               | Fev                               | Mar                               | Abr                               | Mai                               | Jun                               | Jul                               | Ago                               | Set                               | Out                               | Nov                               | Dez                               |                                   |
| -------------------------------------- | --------------------------------- | --------------------------------- | --------------------------------- | --------------------------------- | --------------------------------- | --------------------------------- | --------------------------------- | --------------------------------- | --------------------------------- | --------------------------------- | --------------------------------- | --------------------------------- | --------------------------------- |
| Média alta °F                          | 78                                | 79                                | 81                                | 83                                | 85                                | 86                                | 90                                | 88                                | 87                                | 84                                | 81                                | 79                                |                                   |
| Média baixa °F                         | 65                                | 65                                | 67                                | 69                                | 72                                | 74                                | 75                                | 75                                | 74                                | 73                                | 70                                | 67                                |                                   |
| Precipitação polegadas                 | 2.50                              | 2.70                              | 1.80                              | 2.10                              | 3.90                              | 7.20                              | 4.20                              | 3.90                              | 5.70                              | 7.10                              | 3.50                              | 2.30                              |                                   |
| Média alta °C                          | 26                                | 26                                | 27                                | 28                                | 29                                | 30                                | 32                                | 31                                | 31                                | 29                                | 27                                | 26                                |                                   |
| Média baixa °C                         | 18                                | 18                                | 19                                | 21                                | 22                                | 23                                | 24                                | 24                                | 23                                | 23                                | 21                                | 19                                |                                   |
| Precipitação mm                        | 63.5                              | 68.6                              | 45.7                              | 53.3                              | 99.1                              | 182.9                             | 106.7                             | 99.1                              | 144.8                             | 180.3                             | 88.9                              | 58.4                              |                                   |
| Fonte: weather.com 22 de junho de 2008 |                                   |                                   |                                   |                                   |                                   |                                   |                                   |                                   |                                   |                                   |                                   |                                   |                                   |

## Turismo
Havana é repleta de fortificações e estruturas antigas, em sua maioria neoclássicas, que atraem turistas de todo o planeta. Entre várias outras se destaca o Capitólio de Havana.

### Locais de Interesse

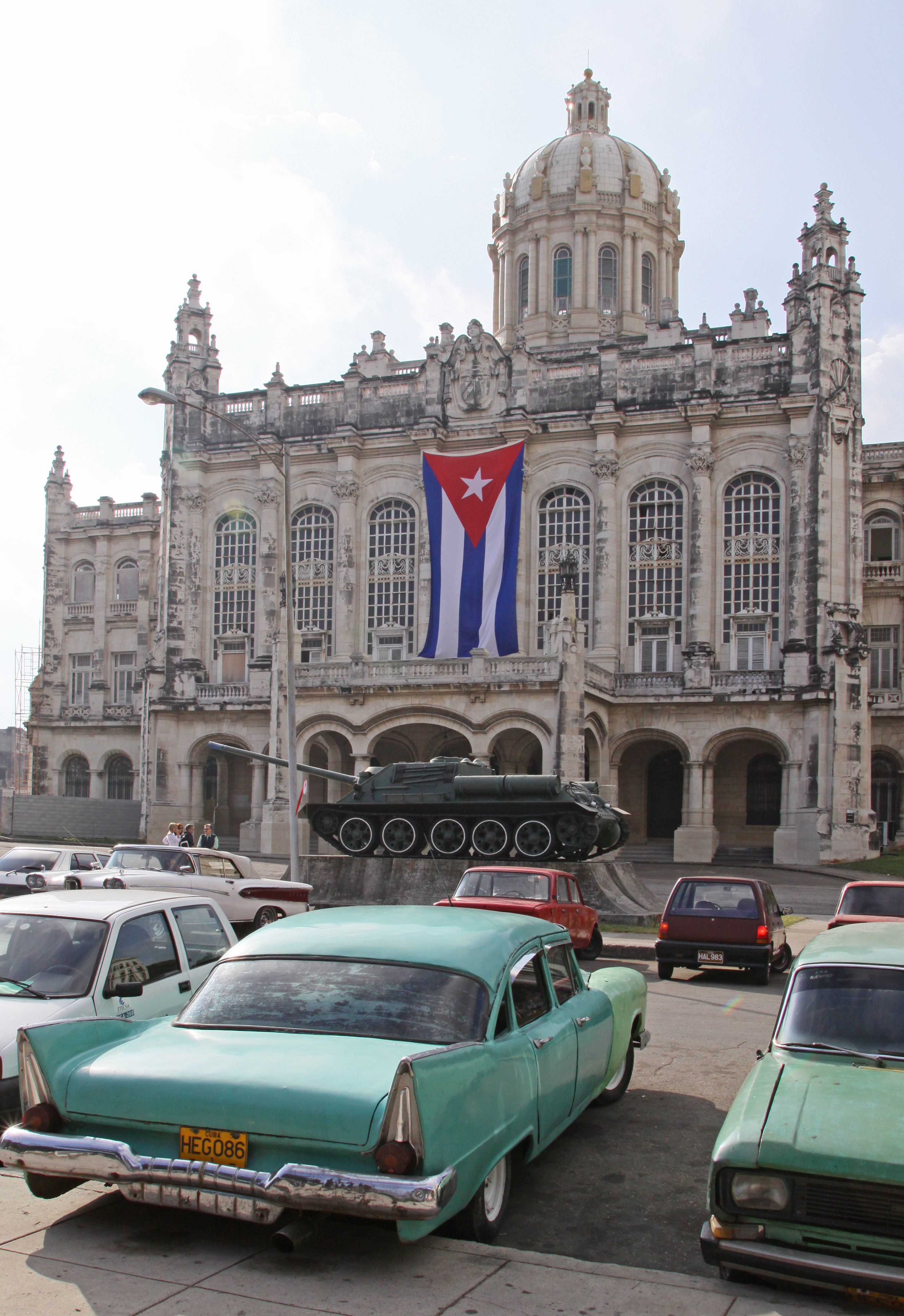
O Museu da Revolução, antigo Palacio Presidencial

- Fortaleza de San Carlos de La Cabaña: é uma fortaleza situada a leste da baía. La Cabaña é a maior fortaleza construída pela Espanha nas Américas. Esta foi construída a partir da invasão Inglêsa e terminou no final do século XVIII. Atualmente a fortaleza é a principal sede da Feria Inernacional del Libro, da Bienal de La Habana, entre outros eventos.
- Capitolio Nacional: Construído em 1929, tinha como objetivo abrigar o Senado e a Câmara dos Representantes, foi a sede do governo de Cuba até a Revolução Cubana, em 1959. Este edifício colossal é visível da maior parte da cidade com a sua imponente cúpula. Em seu interior está a Estatua de la República representada pela deusa grega Atena. Atualmente é a sede da Academia de Ciencias.
- Castillo del Morro: é uma pitoresca fortaleza localizada na entrada do porto de Havana.
- Cementerio de Colón: Cemitério e museu que fica ao ar livre. É o mais famoso e maior cemitério das Américas, conhecida por sua beleza e imponência das suas esculturas.
- La Calle 23 en el Vedado: uma das principais ruas da cidade. Inicia em El malecon, passando por vários ministérios como o da Salud Pública e o do Trabajo. Passa também pela famosa heladería Coppelia (mais conhecida como La catedral del helado-Catedral do Sorvete) e por vários hotéis, clubes e discotecas, atraindo centenas de jovens nos finais de semana.
- Coney Island ou La isla del coco: Foi um dos primeiros parques temáticos em Cuba e na América Latina, inspirado no lendário parque de Nova Iorque (com o mesmo nome, Coney Island).
- Catedral Ortodoxa: projetada pelo arquiteto russo Alexei Voronsov, é um edifício monumental bizantino, concluída em 2008, cobrindo uma área de 1 200 metros quadrados. No topo está a igreja, com capacidade para quinhentas pessoas, que é acessível através de degraus de granito.
- Ciudad Deportiva: Localizado na esquina] da Avenida Boyeros e da Vía Blanca, foi casa por quase cinco décadas de inúmeros eventos esportivos, políticos, educacionais e culturais. Possui também um complexo de estádios e piscinas.
- La Fuente Luminosa: está localizada em uma grande rotatória entre a Calle 26, a Vía Blanca e a Avenida de Rancho Boyeros.
- Plaza Vieja: Originalmente chamada de Plaza Nueva. O conjunto urbano arquitetônico da praça é representado pelas valiosas e antigas construções coloniais dos séculos XVII, XVIII e XIX.
- Palacio de la Revolución: O Palacio de la Revolución é o principal edifício da Plaza de la Revolución. Originalmente abrigava o Palacio de Justicia e o Tribunal Supremo.
- Museo Nacional de Bellas Artes: O Museo Nacional de Bellas Artes, dedicado à arte cubana e universal, conserva o principal patrimônio artístico do país.

## Economia

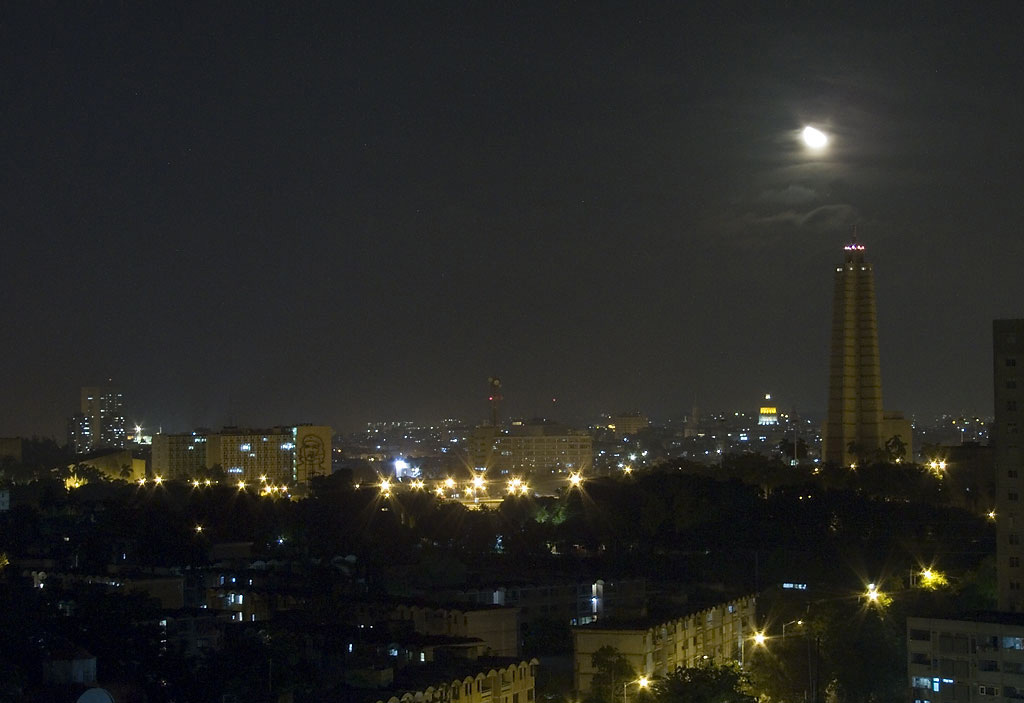
Vista nocturna de Havana a partir de um dos edifícios altos do Município Plaza no bairro Nuevo Vedado

O desenvolvimento económico de Havana deveu-se, em grande medida, à sua localização geográfica, que a converteu em um dos principais nós comerciais do Novo Mundo. Desde o início a cidade encontrou uma fonte de enriquecimento na indústria açucareira e no tráfico de escravos, e posteriormente quando Cuba chegou à independência, transformou-se num famoso destino de férias. Apesar dos esforços que o governo de Fidel Castro fez para levar a produção industrial a todos os locais da ilha, Havana continua a ser o centro de uma grande parte da produção nacional industrial. A tradicional indústria açucareira, que durante três séculos sustentou a economia insular e que actualmente controla três quartos das exportações do país, está distribuída por outras localidades. Mas é em Havana que estão concentradas muitas das instalações da indústria ligeira, embaladoras de produtos cárnicos e indústrias químicas e farmacêuticas.
Outras importantes indústrias situadas em Havana são as fábricas de elaboração de alimentos, de montagem de veículos, as produtoras de bebidas alcoólicas (especialmente o rum), indústrias têxteis e de produtos do tabaco, especialmente dos famosos havanos, um produto de renome internacional. Embora os portos de Cienfuegos e Matanzas se tenham desenvolvido com o governo revolucionário, Havana continua a ser o porto principal de Cuba: 50% das importações e exportações passam pela cidade. Este porto sustenta ainda uma indústria pesqueira considerável.
Por causa do colapso da União Soviética em 1991 e a intensificação do embargo dos Estados Unidos contra Cuba, Havana e o resto do país experimentaram a sua pior crise económica desde o triunfo da revolução em 1959. Esta crise foi denominada oficialmente de "Período Especial em Tempo de Paz". O turismo  vem obtendo um crescimento exponencial desde eu 1990. Em 1990 recebeu 1,6 milhão de turistas, o que representou um crescimento médio de 19% em relação ao número de visitantes nos anos 1990 e já contava com 32 260 apartamentos de hotel de classe internacional. Em 2004, foram 2,05 milhões, gerando US$ 2,25 bilhões. Em 2005,  bateu seu recorde acolhendo 2,3 milhões de turistas, o que representou um incremento de 13,2% em relação a 2004.
Na década de 1980 construiu-se na parte oeste da cidade um Polo Científico com instituições do sector da Biotecnologia, que com um alto valor intrínseco exportam produtos como medicamentos, equipamentos e vacinas, que competem com homólogos dos países mais desenvolvido neste sector.
A cidade conta com um sector de serviços em ascensão, com sucursais de todo o tipo, desde automóveis como Peugeot ou Mercedes-Benz, até famosas marcas de perfumaria e moda como Dolce & Gabbana, Zara ou Benetton, o que tem feito renascer antigas artérias comerciais como o "Boulevard de San Rafael", "Galiano" ou a "Calle Obispo".

## Transportes

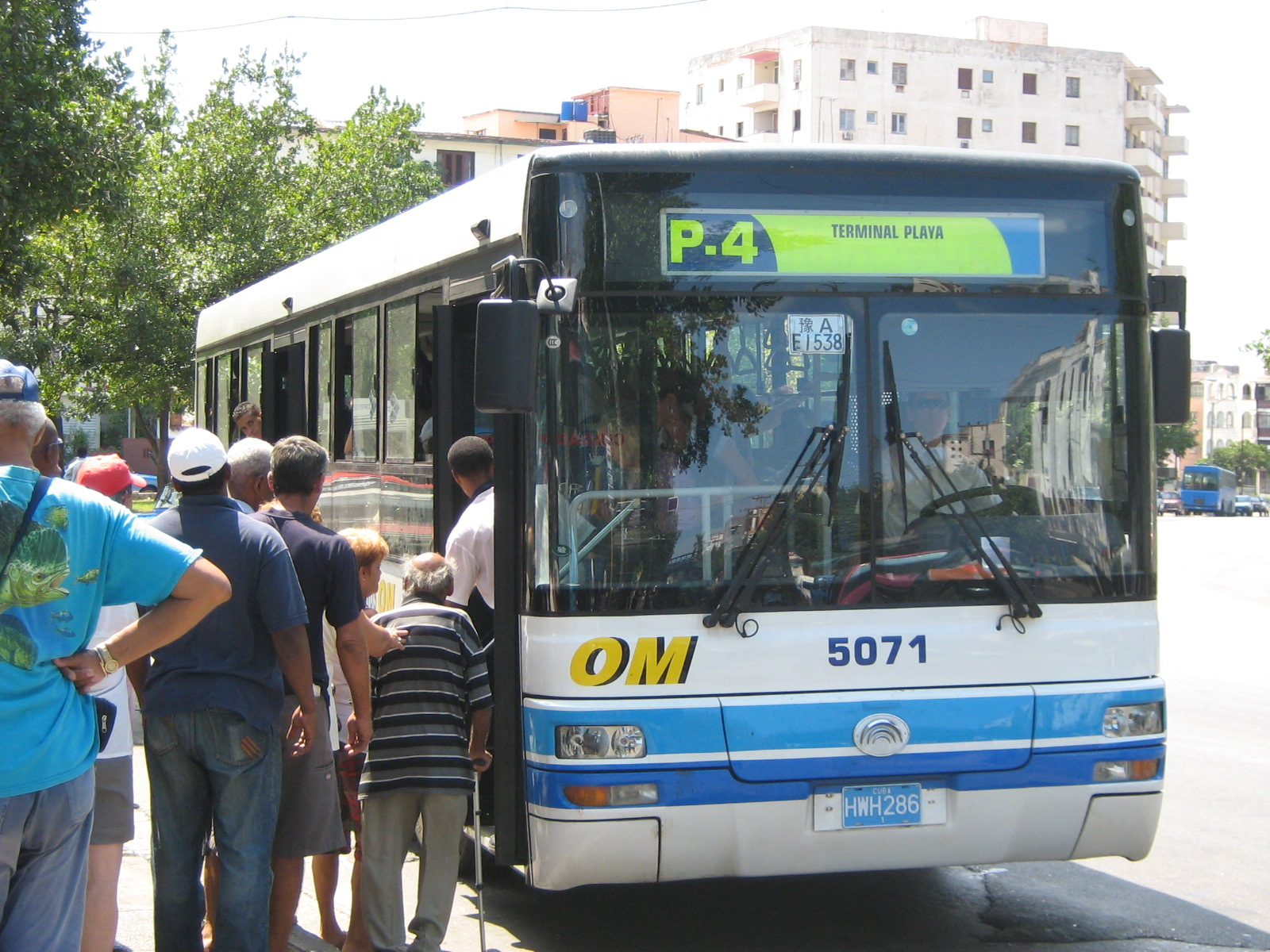
Autocarro em Havana.

Havana era antigamente conhecida por uma excelente rede de transportes públicos, quer de autocarros quer de táxis. Um sistema de metropolitano baseado no esquema de Nova Iorque foi proposto em 1921.
Rodoviário
Em 1959, os autocarros de Havana fizeram mais de 29 000 viagens diárias numa densa rede viária que permitia atingir os 600 000 habitantes de Havana nessa data. Depois da revolução socialista o transporte público ficou sob direção do Ministério dos Transportes (MITRANS). Os transportes rodoviários públicos de Havana são feitos por duas divisões, a Omnibus Metropolitanos (OM) e a MetroBus. Os autocarros MetroBus são conhecidos como "camellos" pelos havaneses. Operam as rotas principais. Em 2007, a rede de transportes foi atualizado com a compra de carros novos, substituiu os "camelos" e permissão para iniciar um novo esquema para o transporte baseado em dois complementários sistemas da Capital: Metrobus, operando 17 principais rotas de longa distância e identificado com um P, equipado com caminhões de alta capacidade articulados, e o Metropolitan Omnibus, com tanques médios e 102 rotas complementar ou apoiar sistema Metrobus.[carece de fontes?]
Aéreo
Havana foi o destino do primeiro voo internacional de uma companhia aérea dos Estados Unidos: em 1927 a Pan-American Airlines de Rickenbacker voou de Key West, na Florida, para Havana. Em 1946, um pioneiro cubano chamado Reinaldo Ramirez iniciou uma rota, a primeira da América Latina para a Europa, que ligava Havana e Madrid. O avião chamava-se "La Ruta de Colon", e o nome da companhia aérea era "Aerovias Cubanas Internacionales". O terminal aéreo principal de Havana é o Aeroporto Internacional José Martí, tanto pelo nível de tráfego aéreo como em número de passageiros. Tem voos diretos para muitos destinos na América e Europa.
A Cubana de Aviación é a companhia aérea nacional cubana e opera com aviões maioritariamente de origem russa. Outras companhias são a AeroCaribbean e a Aerogaviota, que voam no espaço caribenho e centro-americano.
Na cidade há outros aeroportos de menor relevância: o "Ciudad Libertad" (no município de Playa), Managua (a sul da cidade, no município Arroyo Naranjo) e o de Baracoa (a oeste, no município de Playa), destinados às forças armadas e a voos nacionais.
Ferroviário
Havana é o centro nevrálgico do transporte ferroviário de Cuba, tanto de carga como de passageiros. Na cidade produzem-se produtos vitais para o interior, fundamentalmente aço, equipamentos, ou produtos da indústria ligeira. Recebe importantes carregamentos de alimentos, cimento e minerais para o processamento nas grandes indústrias. O transporte de passageiros não recuperou ainda da crise de finais do século XX, mas actualmente assinaram-se convénios com a Venezuela e a República Popular da China, para a reparação das vias e a compra de novos equipamentos. As duas estações principais são a "Estación Central de Ferrocarriles" e a "Estación La Coubre"

## Cidades geminadas
- Cádis, Espanha
- Sevilha, Espanha
- Gijón, Espanha
- Madrid, Espanha
- Barcelona, Espanha
- Belo Horizonte, Brasil
- Florianópolis, Brasil
- Macapá, Brasil
- São Paulo, Brasil
- Vitória, Brasil
- São Vicente, Brasil
- Salvador, Brasil
- Istambul, Turquia
- Mersin, Turquia
- Buenos Aires, Argentina
- Bogotá, Colômbia
- Santo Domingo, República Dominicana
- Teerã, Irã
- São Petersburgo, Rússia
- Cusco, Peru
- Lima, Peru
- Belgrado, Sérvia
- Caracas, Venezuela
- Constança, Romênia
- Pequim, China
- Eilat, Israel
- Mobile, Estados Unidos
- Glasgow, Escócia
- Dubrovnik, Croácia
- Cuenca, Equador
- Cidade da Guatemala, Guatemala
- Valparaíso, Chile
- La Paz, Bolívia